# Laurentiuskirche (Bieber)

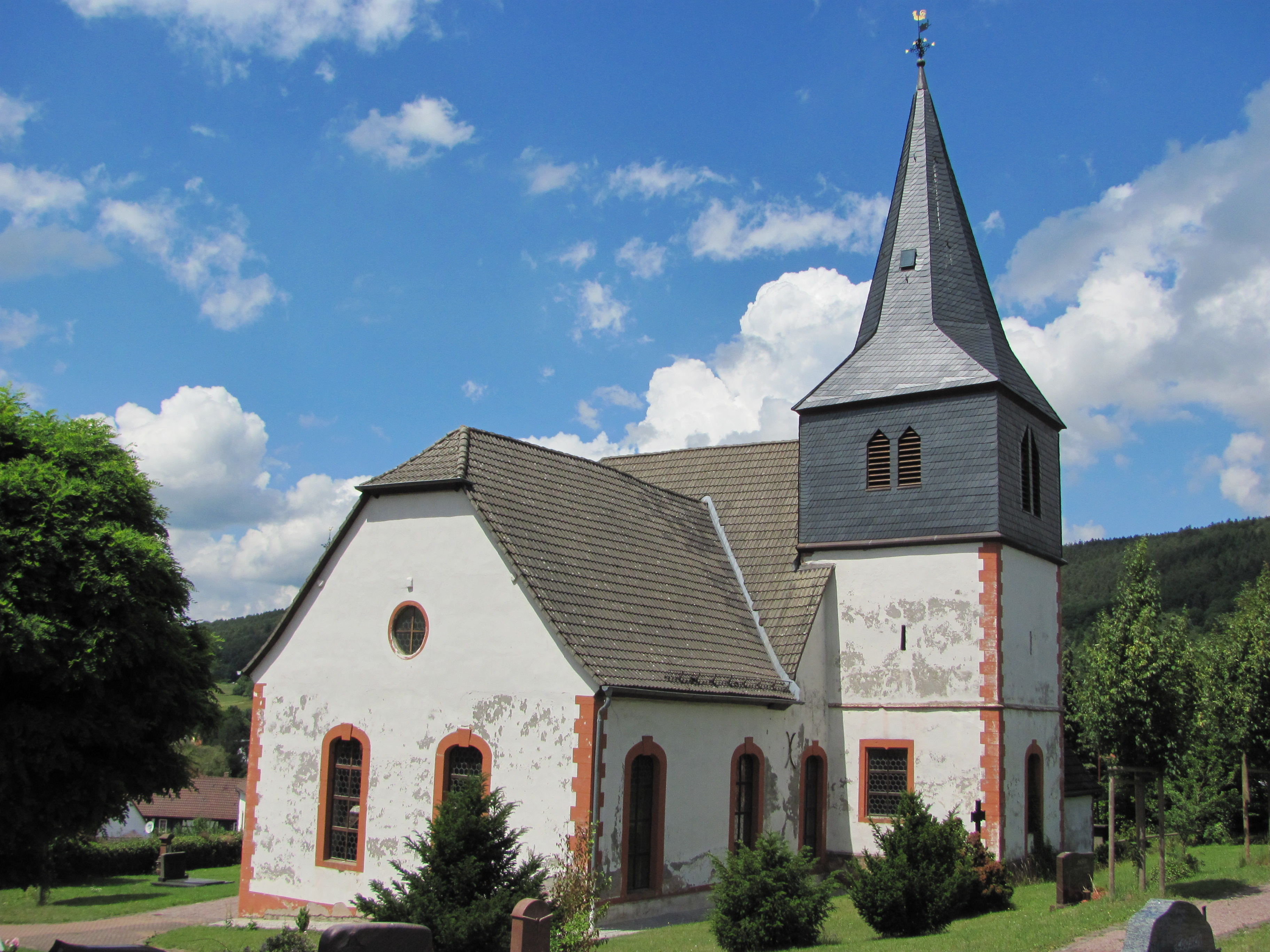
Evangelische Laurentiuskirche in Bieber

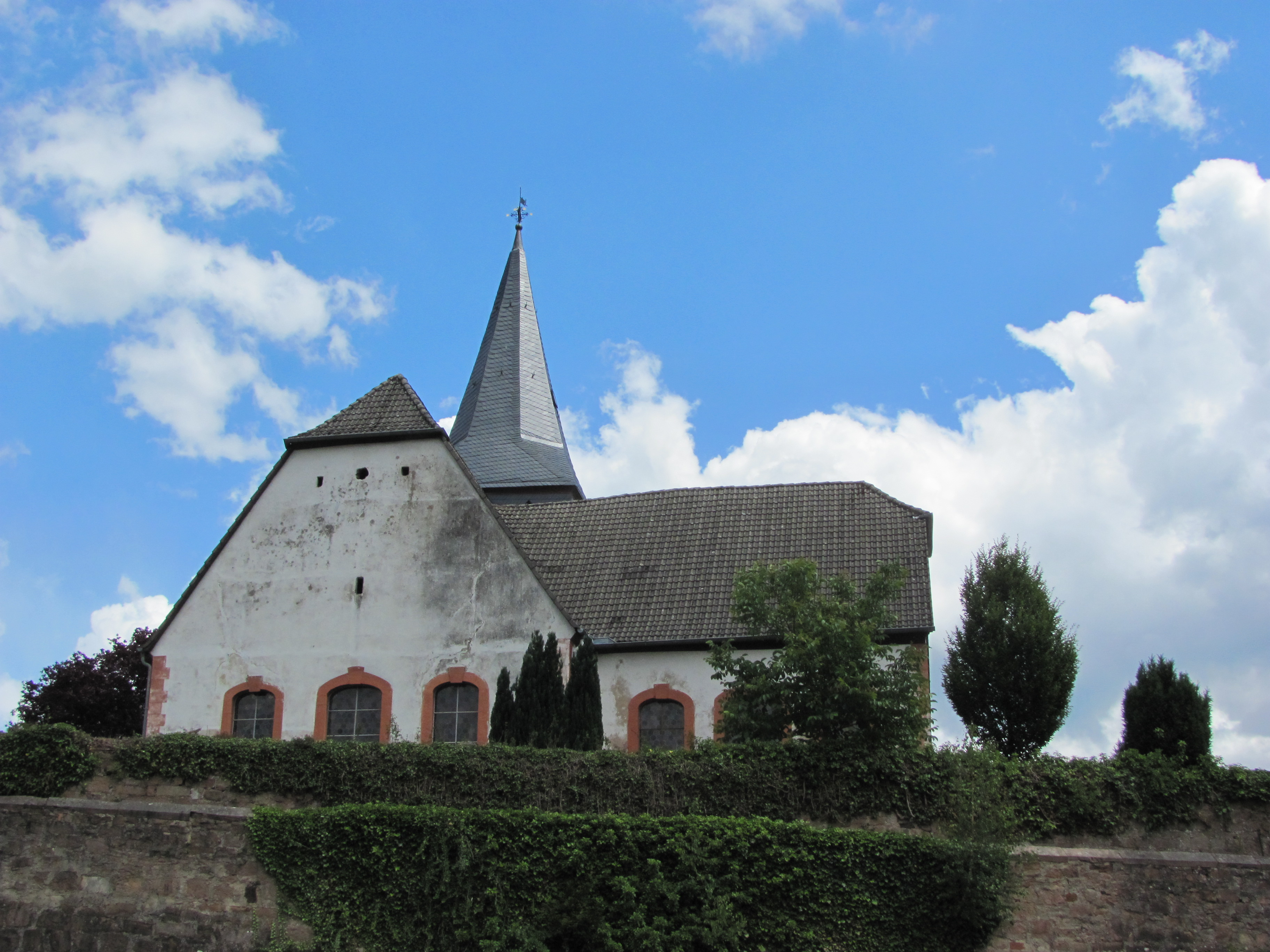
Kirche mit Wehr- und Friedhofsmauer

Die Evangelische Laurentiuskirche (auch: Obere Kirche) in Biebergemünd-Bieber im Main-Kinzig-Kreis (Hessen) ist die mittelalterliche Dorfkirche des Ortes. Die zur Evangelischen Kirchengemeinde Biebergemünd gehörende Kirche ist Teil des Kirchenkreises Kinzigtal im Sprengel Hanau-Hersfeld der Evangelischen Kirche von Kurhessen-Waldeck, einer Landeskirche der Evangelischen Kirche in Deutschland (EKD).

## Geschichte
Die aus dem 12. Jahrhundert stammende ehemalige Wehrkirche steht am sogenannten Römerberg – einem Hang oberhalb des Ortes – auf einem ummauerten Friedhof. 1339 wurde sie als „Totenhofkirche“ erstmals erwähnt. Das Patrozinium lag in vorreformatorischer Zeit beim Heiligen Martin. Das gesamte Amt Bieber gehörte im Mittelalter zur Grafschaft Rieneck, die Kirche somit zum Erzbistum Mainz. Kirchliche Mittelbehörde war das Archidiakonat St. Peter und Alexander in Aschaffenburg, Dekanat Rodgau.
Nach dem Aussterben der Linie Rieneck-Rothenfels gelangte deren Hälfte des Amtes Bieber zur Grafschaft Hanau-Münzenberg. Die andere Hälfte gehörte zu Kurmainz. Hanau und Mainz übten so von 1559 bis 1684 die Landeshoheit als Kondominat gemeinschaftlich aus. Mit der Reformation in der Grafschaft Hanau-Münzenberg in der Mitte des 16. Jahrhunderts wurde die Kirchengemeinde zwischen 1540 und 1550 lutherisch. Für die Gläubigen reformierter Konfession, vor allem zugezogene Bergleute, wurde im 18. Jahrhundert eine zweite Kirche in Bieber gebaut, die Untere Kirche.
Im Dreißigjährigen Krieg wurde das Gebäude 1636 von Soldaten Kaiser Ferdinands II. teilweise niedergebrannt und das romanische Kirchenschiff zerstört. Die aus vorreformatorischer Zeit stammenden Messbücher und -gewänder waren damals noch vorhanden und fielen dem Brand ebenfalls zum Opfer. In der Folge war die Pfarrei Bieber bis 1648 verwaist. Der frühere Bieberer Pfarrer und Magister, Andreas Koberstein, schrieb dazu 1649: „[…] als aber die Kirche abgebrannt, ist alles wegkommen und verdorben.“ Der Dreißigjährige Krieg hatte für Bieber, die zugehörigen Dörfer und die Pfarrei erhebliche Auswirkungen: Während 1601 zur Pfarrei noch rund 1000 Gemeindemitglieder gehörten, war Bieber 1640 verlassen, in Gassen mit Büchelbach lebten noch 27 und in Röhrig noch 31 Einwohner.
Mit der Hanauer Union, dem Zusammenschluss der beiden evangelischen Konfessionen 1818 im Bereich der ehemaligen Grafschaft Hanau, wurde eines der beiden Kirchengebäude überflüssig. Friedrich W. Schlott, Sohn des damaligen evangelischen Pfarrers Ludwig Schlott, der von 1908 bis 1927 Pfarrer in Bieber war, merkte in seinen Memoiren, den „Bieberer Geschichten“, an, dass „Morgens […] immer in der ‚oberen‘ Kirche Gottesdienst, so genannt, weil sie oben auf dem Berg stand, nachmittags Kinder- und oder liturgischer Gottesdienst in der ‚unteren‘ stattfand“. Die Evangelische Laurentiuskirche dient seit 1966 nur noch als Friedhofskapelle und für besondere gottesdienstliche Veranstaltungen. Die Untere Kirche ist heute die evangelische Hauptkirche, in der jeden Sonntag um 09:30 Uhr ein Gottesdienst gefeiert wird.
Die Laurentiuskirche ist ein über die eigenen Gemeindegrenzen hinaus beliebter Ort für Veranstaltungen, Konzerte oder Ausstellungen. So organisieren sowohl die Evangelische Kirchengemeinde als auch die Kommune in regelmäßigen Abständen musikalische oder kulturelle Veranstaltungen in dem und um das Gebäude. Auch hat die Kirche bis heute ihre Nutzung als christliches Gotteshaus nicht verloren – so finden anlässlich von Beerdigungen, an Ostern oder am Reformationstag Gottesdienste statt. Am Reformationstag wird traditionell darüber hinaus ein Laientheaterstück aufgeführt.
Zur Unterstützung der umfangreichen Renovierungsarbeiten im Inneren und Äußeren des Gebäudes existiert seit knapp 20 Jahren der Förderkreis Laurentia.

## Förderkreis Laurentia
Zum Erhalt der baufälligen und renovierungsbedürftigen Laurentiuskirche wurde im Jahr 2006 der Förderkreis Laurentia der – damals noch – evangelischen Kirchengemeinde Bieber gegründet. Mit seinen heute rund 85 Mitgliedern (Stand: August 2024) hat sich der Förderkreis zum Ziel gemacht finanzielle Mittel zum Erhalt zu akquirieren. Seit Gründung des Förderkreises konnten so schon über 350.000 Euro eingenommen werden, die zweckgebunden eingesetzt wurden: So wurden bereits der Turm, die Eingangstüren, die Decke und das Dach grundlegend erneuert, an der Süd- und Ostseite eine Drainage eingebaut und der gesamte Fußboden saniert und mit neuen Steinplatten ausgestattet. Das aus dem Spätmittelalter stammende Altarretabelwurde fachgerecht renoviert und die Orgel neu instand gesetzt. Die letzten Bauarbeiten in der Kirche fanden 2022 mit der Erneuerung der Glockensteuerung und Austausch der Klöppel aller drei Stahlglocken und 2023 die Erneuerung der Elektroverteilung sowie die Anbringung neuer Hängeleuchten im Innenraum statt. Im Jahr 2023 wurde das wiedergefundene Taufbecken aus Sandstein eingeweiht.

## Bauwerk
Im Kern handelt es sich um eine romanische Saalkirche mit eingezogenem Chorturm, die allerdings mehrfach erheblich umgebaut wurde. Der Turm stammt wohl noch aus dem 12. Jahrhundert. Im Dreißigjährigen Krieg wurde die Kirche 1636 durch Brand schwer beschädigt, aber um 1660 wieder aufgebaut. Dabei wurde das romanische Kirchenschiff verbreitert. Auch das Altartriptychon (siehe unten) stammt aus der Zeit des Wiederaufbaus nach dem Brand. 1756 wurde im rechten Winkel im Süden des bestehenden Gebäudes ein neuer Flügel nach Plänen von Jacob Sigismund Waitz von Eschen angesetzt und Portale und Fenster barock überformt, wodurch die Kirche zu einer Querkirche wurde. Die Kanzel stammt ebenfalls aus dieser Zeit. Die heutigen, bemalten Emporen wurden 1797 eingebracht.
Die Kirche ist ein Kulturdenkmal aufgrund des Hessischen Denkmalschutzgesetzes.

## Retabel
Im geöffneten Zustand ist im Zentrum des barocken Altarretabels – dem sogenannten Schrein – die Darstellung der Kreuzigung zu sehen; die beiden Seitenflügel zeigen die Apostel und Evangelisten Matthäus (links) und Markus (rechts). Im geschlossenen Zustand werden dann die beiden Evangelisten Lukas (links) und Johannes (rechts) sichtbar. Die Darstellungen stammen von dem in Karlstadt tätigen Maler Sebastian Vogt und entstanden im Jahr 1660. Nach mehrfachen Ausbesserungen wurde das Kunstwerk 2013 restauratorisch voruntersucht und 2015 bis 2019 im Landesamt für Denkmalpflege Hessen restauriert.

## Orgel

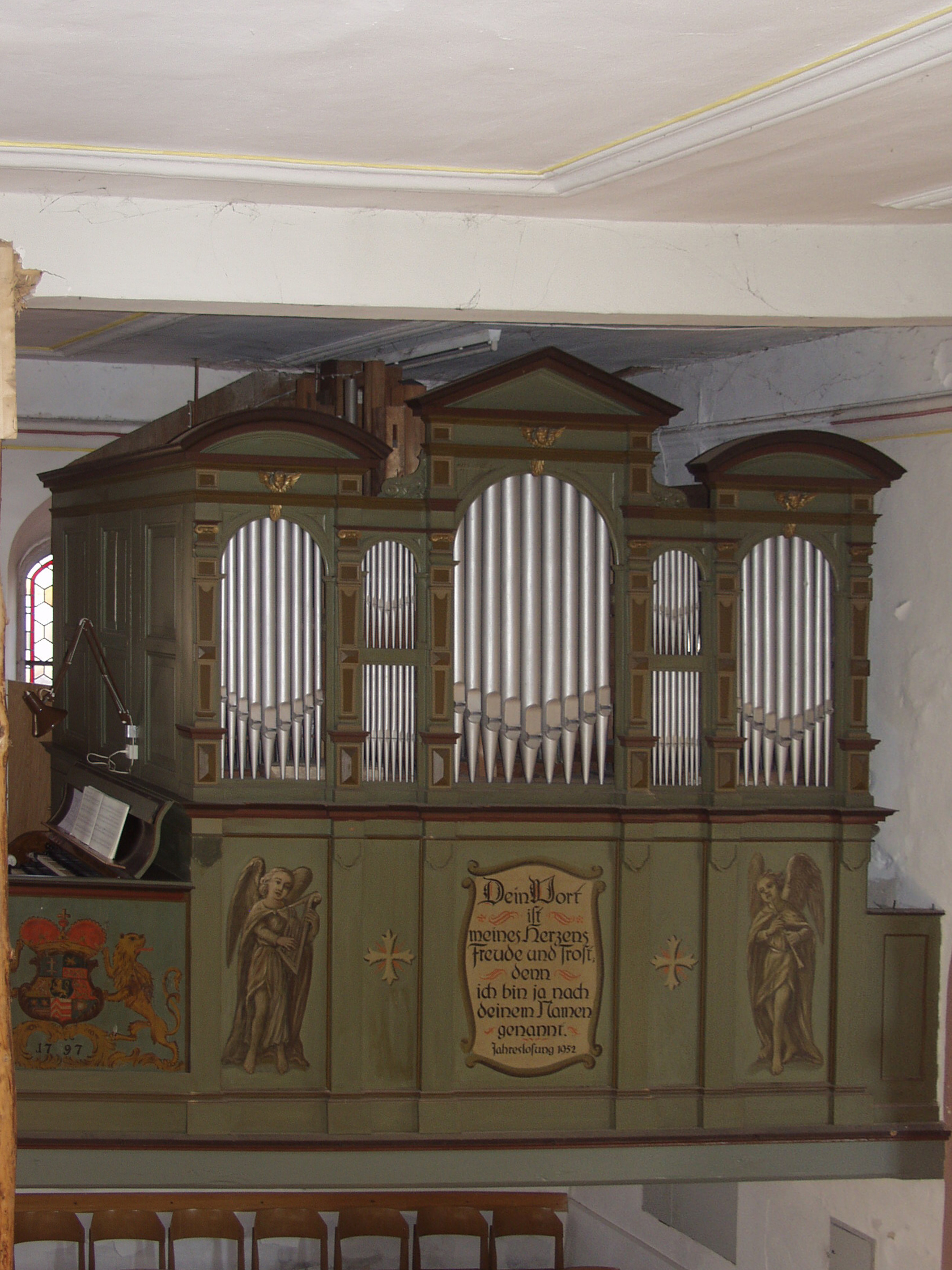
Ratzmann-Orgel von 1890

Die seitenspielige Brüstungsorgel bauten die Gebr. Ratzmann im Jahr 1890 mit mechanischen Kegelladen. Der fünfachsige Prospekt wird durch Pilaster gegliedert. Drei Rundbogenfelder werden durch zwei zweigeschossige Flachfelder verbunden. Die beiden Rundbogenfelder außen werden von flachen Segmentbogen, das überhöhte Mittelfeld von einem Dreiecksgiebel abgeschlossen. Orgelbauer Andreas Schmidt, Gelnhausen, restaurierte die weitgehend erhaltene Orgel im Jahr 2017/2018. Das Instrument verfügt über zehn Register, die auf zwei Manuale und Pedal verteilt sind. Die Disposition lautet wie folgt:
| I Manual C–f3  |    |
| Principal      | 8′ |
| Floete         | 8′ |
| Viola da Gamba | 8′ |
| Octave         | 4′ |
| Cornett III    |    |

| II Manual C–f3 |    |
| Liebl. Gedeckt | 8′ |
| Salicional     | 8′ |
| Floete         | 4′ |

| Pedal C–d1 |     |
| Subbaß     | 16′ |
| Violonbaß  | 8′  |

- Koppeln: II/I, I/P, II/P
- Spielhilfe: Tuttitritt

## Glocken
Vor dem Ersten Weltkrieg verfügte die Laurentiuskirche über zwei Bronzeglocken der Fa. Henschel & Sohn (Kassel) aus dem Jahre 1858, die 1917 zu Kriegszwecken eingeschmolzen wurden. Nach dem Krieg beschaffte man das jetzige Geläut. Dabei handelt es sich um zwei Stahlglocken der Fa. Buderus aus Wetzlar, die von der Glockengießerei Rincker in Sinn vertrieben wurden. Durch den charakteristischen Teiltonaufbau besitzen die Glocken ein spezielles, aber durchaus resonanzstarkes Klangbild. Die Instrumente hängen in einem historischen Holzglockenstuhl an geraden Stahljochen und werden von elektromechanischen Läutemaschinen der Herforder Elektromotoren-Werke (HEW) angetrieben. Das Glockenduett ist klanglich auf das dreistimmige Geläut der benachbarten evangelischen Unteren Kirche abgestimmt – das fünfstimmiges Plenum erklingt in der einzigartigen Tonfolge d′-fis′-ais′-h′-e′′, weil die a′-Glocke beim Guss um einen Halbton höher ausfiel als eigentlich geplant.
| Nr. | Name            | Inschrift                                                                   | Gussjahr | Durchmesser in mm | Nominal |
| --- | --------------- | --------------------------------------------------------------------------- | -------- | ----------------- | ------- |
| 1   | Ewigkeitsglocke | „Ich ruf zur Ewigkeit“ sowie „Geg. v. Buderus Wetzlar & F. W. Rincker Sinn“ | 1920     | 1.400             | d′      |
| 2   | Betglocke       | „Haltet an am Gebet“ sowie „Geg. v. Buderus Wetzlar & F. W. Rincker Sinn“   | 1920     | 1.170             | fis′    |